# Nanojapyx gentilei
Nanojapyx gentilei är en urinsektsart som beskrevs av Smith 1959. Nanojapyx gentilei ingår i släktet Nanojapyx och familjen Japygidae. Inga underarter finns listade i Catalogue of Life.